# Muay thai
Muay thai (em tailandês: มวยไทย; RTGS: muai thai; AFI: [muɛ̄j tʰɑ̄j]; lit. arte marcial tailandesa) ou boxe tailandês, é uma arte marcial originária da Tailândia, onde é considerado desporto nacional. Esta disciplina física e mental que inclui golpes de combate em pé, é conhecida como "a arte das oito armas", pois caracteriza-se pelo uso combinado de punhos, cotovelos, joelhos, canelas e pés, estando associada a uma boa preparação física que a torna uma luta de contato total bastante eficiente.
Assemelhando-se a outras artes marciais como o pradal serey do Camboja, o tomoi da Malásia, o lethwei da Birmânia e o muay lao de Laos, o muay thai foi desenvolvido há cerca de dois mil anos, sendo atualmente considerada uma das mais poderosas lutas de contato do mundo, que para além de utilizar elaboradas técnicas de punhos e pernas, é encarada como uma das artes marciais que mais faz uso eficiente dos joelhos e cotovelos. O muay thai tornou-se popular no século XVI, contudo começou a ser internacionalmente difundido apenas no século XX, quando inúmeros lutadores tailandeses conquistaram diversas vitórias sobre representantes de outras artes marciais. O desporto desenvolve um ótimo condicionamento físico, concentração e autoconfiança ao praticante. A maioria das associações e confederações mundiais não aprovam o uso das cotoveladas em lutas oficiais mantendo assim a integridade física dos atletas, sendo estas técnicas consideradas somente nas regras asiáticas, embora ultimamente as mesmas se encontrem cada vez mais em evidência. É um desporto de combate de contacto legal.
O desporto de muay thai é exclusivamente regido pela Federação Internacional de Muay Thai Amador (IFMA) e pelo Conselho Mundial de Muay Thai (WMC). Requestando a legitimidade internacional e um público mais amplo, contudo prejudicado por disputas internas, o muay thai tem desenvolvido várias concorrentes de órgãos sociais, profissionais e amadores, para a sanção de lutas e campeonatos. Embora politicamente hostis, todos os corpos de sanção compartilham o objetivo de reforçar a participação internacional do muay thai, mantendo a sua identidade cultural e reafirmando a Tailândia como seu criador cultural.
Hoje em dia o muay thai ter-se-á convertido num símbolo nacional do reino da Tailândia, sendo o desporto mais praticado no país. As suas raízes encontram-se no muay boran, uma arte ancestral que foi desenvolvida a partir de uma forma de luta designada de chupasart. Esta arte deu origem ao atual muay thai e ao krabi krabong. Atualmente, o muay thai é visto como sendo um desporto radical que favorece a realização de apostas com ênfase no sudeste asiático.

## Etimologia
A palavra muay, que se refere a "combate", "luta" ou "boxe", deriva do sânscrito Mavya que significa "unir". A palavra thai é contudo um adjectivo de origem nacional, cujo significado é "[pessoa] livre" (semelhante à significação do termo "francos"). O termo "muay thai" é então traduzido como "boxe tailandês" ou "luta tailandesa". Em português e inglês, o termo é frequentemente traduzido como "boxe tailandês". Tanto o termo "muay thai" como o "boxe tailandês" possuem a mesma acepção sendo portanto sinónimos, referindo-se à mesma disciplina. Um praticante de muay thai é conhecido por nak muay. Os praticantes ocidentais são por vezes chamados de nak muay farang que significa "lutador estrangeiro".
O Muay Thai era originalmente conhecido simplesmente como "muay". A adição de "thai" era para diferenciar o estilo do boxe ocidental no início do século XX.

## Muay Boran
Muay boran é o antecessor da arte marcial conhecida mundialmente pelo nome de muay thai. O muay boran é um antigo estilo de luta tailandesa que deu origem ao muay thai. Registos históricos revelam que a arte tem pelo menos 2000 anos de idade, no entanto acredita-se que esta arte teve a sua origem e evolução conjuntamente com o Reino do Sião (a Tailândia) há alguns milhares de anos atrás. Agora o nome muay boran geralmente vem indicando em verdade uma mistura de elementos característicos de várias técnicas definidas como Estilos Regionais de muay boran (como é exemplo o muay chaiya, muay korat, muay luang, etc). Cada nome designa a província onde se originou o estilo. Em suma, hoje em dia o muay boran significa o muay thai antigo. Pode-se considerar que este estilo ficou conhecido mundialmente através do filme Ong Bak, protagonizado pelo tailandês Tony Jaa. Neste filme ele utiliza algumas técnicas de muay boran em combate, para além de técnicas aplicadas no Krabi Krabong.

## História e evolução

Todos os anos, em 17 de março, a Tailândia celebra o Dia de Nai Khanom Tom

O muay thai, também conhecido por thai boxing (boxe tailandês) em países como os Estados Unidos e Inglaterra, é uma arte marcial cuja precedência remota de aproximadamente dois mil anos atrás. A sua origem encontra-se enraizada com os primórdios históricos do povo tailandês. Esta forma de luta havia sido utilizada enquanto método de defesa sobre lutas e possíveis invasões dos povos oriundos das planícies do curso inferior do rio Chao Phraya, denominados de Ao Lai. Apesar de grande parte das escrituras que documentavam toda a sua história terem sido perdidas quando Ayutthaya foi saqueada e devastada pelo exército birmanês na Guerra birmano-siamesa (1759-1760), aquilo que é hoje em dia conhecido advém dos escritos da Birmânia, Camboja, através dos primeiros visitantes Europeus e algumas crónicas do reino de Lanna, atual Chiang Mai. Contudo existem várias versões sobre a origem do muay thai. A teoria considerada a mais credível pela maioria dos mestres de muay thai assim como por vários historiadores tailandeses fundamenta que a origem do seu povo encontra-se na província de Yunnan, nas margens do rio Yangtzé na China Central (ver: kungfu chinês).
Por volta do século II a.C, os antecessores do povo tailandês, com as pressões políticas e culturais do norte da China, viram-se obrigados a migrar para o sul em busca de liberdade e de terras férteis para agricultura. De acordo com a lenda khun borom, os primeiros povos thai estabeleceram-se em mueng thaen (tailandês: เมือง แถน) a atual cidade Dien Bien Phu. Progressivamente, foram conquistando os antigos reinos do sudeste asiático, até à fundação da atual Tailândia.

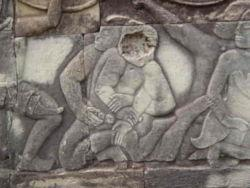
Baixo-relevo retratando combates entre antigos povos do sudeste asiático.

Do seu local de origem, a China, até ao seu destino, os tailandeses foram constantemente hostilizados sofrendo vários ataques de bandidos, de Senhores Feudais Chineses, de animais, sendo que também foram cometidos de inúmeras doenças. Para se protegerem e conquistarem os vários territórios do sudeste asiático, os siameses haviam formado milícias, criando e desenvolvendo um método de luta designado de chupasart, a partir da sintetização de várias técnicas de combate das tribos que compunham o povo tailandês. Este método de luta e auto-defesa, eminentemente de influência militar, fazia uso de diversas armas nomeadamente espadas, facas, lanças, bastões, escudos, machados, arco e flecha, entre outros.
O treino e prática do chupasart, impulsionavam ao surgimento de graves ferimentos aos praticantes. Assim, e com o propósito de reduzir essas mesmas estropiações, os tailandeses criaram um método de luta sem armas, o muay boran, o precursor do atual muay thai (ver também Krabi krabong, predominante no uso de armas.)
Inicialmente, o muay thai era bastante semelhante ao kung fu chinês (wushu), um facto normal tendo em conta a origem do povo tailandês. O antigo muay thai utilizava-se de golpes com as palmas das mãos, ataques com as pontas dos dedos, imobilizações incluindo o uso de mãos em garra para imobilizar o oponente. Ao longo dos tempos, esta arte marcial foi-se modificando, tornando-se no estilo de luta que é hoje.
Durante o reinado do rei Naresuan (1550-1605), o muay thai tornou-se parte do regime de treino militar. Este foi praticado segundo os ensinamentos do antigo chupasart. Este regulamento seguia o uso de armas (krabi krabong) assim como técnicas de combate de mãos livres, o que sugere que a prática moderna do muay thai havia sido desenvolvida a partir destes mesmos ensinamentos. O rei Naresuan também lutador deste estilo, participou em inúmeras competições, sendo que em 1577 foi declarado herói nacional.
Simon de la Loubère, o diplomata francês da corte de Luís XIV, observou a existência de muay Thai e Krabi krabong no seu famoso relato Du Royaume de Siam (1689) enquanto visitava o Reino de Ayutthaya em 1688.
Em muitos períodos da história tailandesa o muay thai foi bastante popular entre os tailandeses, principalmente no período do rei Pra Chao Sua (r. 1703–1709), mais conhecido por Rei Tigre. O rei teria sido um dos maiores lutadores de muay thai de toda a história. Durante o seu reinado o muay thai para além de fazer parte da preparação militar, era ensinado em inúmeras escolas tailandesas. Um outro documento histórico descreve um único combate em 1560 entre o príncipe tailandês Naresuan (conhecido como o Príncipe Negro) e o sucessor ao trono birmanês, filho do rei Bayinnaung. O duelo teria durado várias horas, terminando com a morte do príncipe birmanês. No entanto, uma vez sem líder, a Birmânia decidiu não atacar a Tailândia.
Outro grande lutador foi Nai Khanom Tom, considerado o "criador do muay thai", uma figura chave da história tailandesa. Em inícios do século XVIII, o rei havia-se tornado num grande mestre de muay thai, sendo portanto um período significante para o desenvolvimento desta arte. Segundo a lenda, ele havia sido capturado pelos birmaneses durante um dos inúmeros conflitos entre a Birmânia e o Reino do Sião. Quando capturado, foi-lhe oferecida a liberdade caso conseguisse derrotar alguns lutadores birmaneses. O resultado reflectiu-se na vitória e subsequentemente na obtenção da liberdade após vencer seguidamente doze desses lutadores.
O muay thai foi ensinado em diversas escolas até 1921, quando foi proibido devido à extensão de ferimentos que eram bastante comuns, isto porque até então não eram utilizadas luvas, nem qualquer outro tipo de proteção. Eram apenas empregues tiras de algodão, cânhamo ou de crina de cavalo. Apesar de não ser totalmente confirmado pela maioria dos historiadores, alguns antigos treinadores referem o uso de cola e vidro moído nesses ligamentos com o propósito de ferir violentamente o adversário. As cascas de cocos ou conchas eram também empregues como método de proteção dos órgãos genitais. Não eram consideradas as divisões por pesos assim como não existiam interregnos no período de contenda. Os lutadores combatiam até que um fosse nocauteado, sofresse uma lesão grave ou morresse. As velhas regras do muay thai consistiam na simples proibição de golpear a virilha, arrancar os olhos, bater no oponente caído e puxar os cabelos. Categorias por peso não existiam assim como os ringues hoje conhecidos. Só mais tarde, foram aplicados rounds às regras de combate. A cronometragem do tempo consistia na utilização de uma metade da casca de um coco, com um furo central. A mesma era colocada em água, sendo que, aquando a sua total submersão, era tocado um tambor ditando o início do intervalo de tempo e o fim do round.

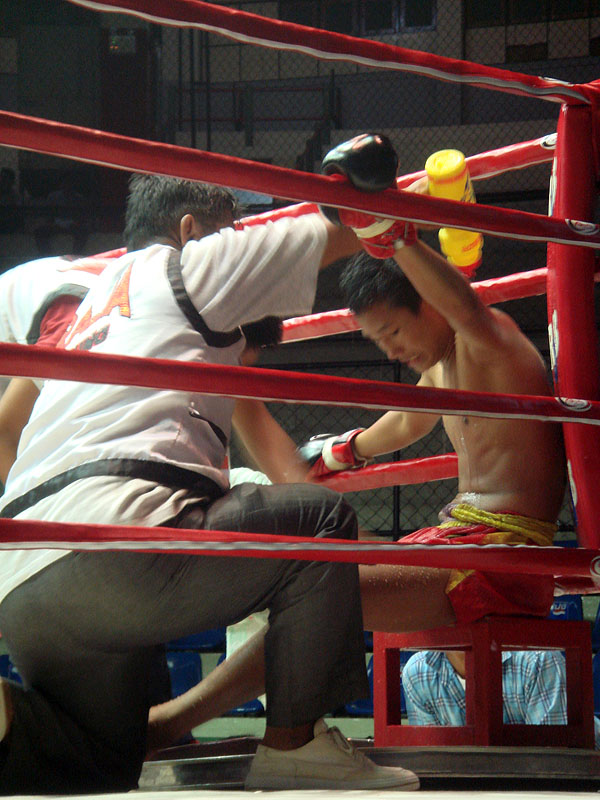
Intervalo para recuperação, com duração de 1 minuto cada

Devido ao elevado grau de lesões que ocorriam entre os lutadores, após o ano de 1920, algumas regras do boxe inglês foram adaptadas ao muay thai. Entre elas podem ser referidas as divisões por peso, o uso de luvas, a inclusão dos rounds, assim como o envolvimento de um árbitro central juntamente com os juízes laterais. Entretanto, algumas particularidades do ancestral boxe tailandês permaneceram, como por exemplo a participação de um conjunto musical com antigos instrumentos que tocam a conhecida música sarama. Transmitindo ritmo ao combate, dependendo contudo da impetuosidade deste, os músicos aceleram ou diminuem o ritmo da sua música conforme a eficácia dos lutadores. Este conjunto é constituído por três tipos de tambores, címbalos e flautas (Pi Java). Outra tradição mantida é o uso do wai kru, uma dança ritualista com o propósito de homenagear o treinador, os seus pais, a sua escola de muay thai, os antigos lutadores do seu ginásio e os professores do mesmo. Outra tradição que é mantida nesta antiga arte marcial é o uso do mongkon e da praciat. O mongkon refere-se uma faixa aplicada na cabeça dos lutadores por forma a protegê-los antes da luta sendo retirada posteriormente ao ritual do wai Kru. A praciat é uma corda trançada que é colocada em um ou nos dois braços do lutador também com o objetivo de o proteger. A graduação não é distinguida por nenhum destes acessórios como é frequentemente considerado. As suas cores estão relacionadas com as preferências do lutador ou do treinador e não com a graduação do atleta. A praciat não é retirada após o wai kru, como o mongkon, ela permanece com o lutador durante todo o confronto.
Na Tailândia as academias e ginásios são denominados de campos. Nesses espaços de treino diário, a rotina de preparação em ginásios diferencia-se expressivamente da dos existentes no ocidente. Os lutadores  geralmente encetam em treinos de muay thai com idades próximas dos seis e sete anos. Subsiste o princípio de se estabelecerem em alojamentos nos próprios campos juntamente com outros lutadores. Enquanto que o treinador providência comida, roupas, acompanhamento médico, e estudo aos lutadores, estes devem simplesmente cumprir um treino intensivo contribuindo em tarefas de limpeza e higiene do alusivo ginásio. O maior comprometimento da parte do lutador consiste no esforço veemente ao alcance do título de campeão. Competindo em média uma vez por mês, o lutador é compensado com uma remuneração caso perspective o título. Este prémio é distribuído entre o lutador e o seu treinador. Na Tailândia, é permitida a aposta de lutas, onde o treinador pode apostar no seu próprio atleta. Com a subsistência de milhares de campos de treino no país, cada campo é dirigido pelo treinador principal, que conta com o apoio dos seus auxiliares e com a gerência de um promotor, o qual promove os lutadores do mesmo campo. Contudo, são frequentes os casos em que o treinador é o promotor do próprio ginásio.
Na atual capital da Tailândia, Banguecoque, existem dois grandes estádios designadamente o Lumpinee e o Ratchadamnoen que concedem o desenrolar de disputas ao título na competição de muay thai. Cada um deles apresenta regularmente eventos de combate em dias diferenciados. Principalmente aos domingos, a televisão nacional filma os vários combates desta modalidade.
Apesar de na Tailândia o muay thai ser um desporto predominante, existem inúmeros outros países que qualificam significativamente a modalidade entre os quais se destacam a Austrália, Inglaterra, Holanda, França, Japão, Coreia, Estados Unidos, Portugal e Brasil, que providenciam uma significativa participação de atletas.

## Rituais

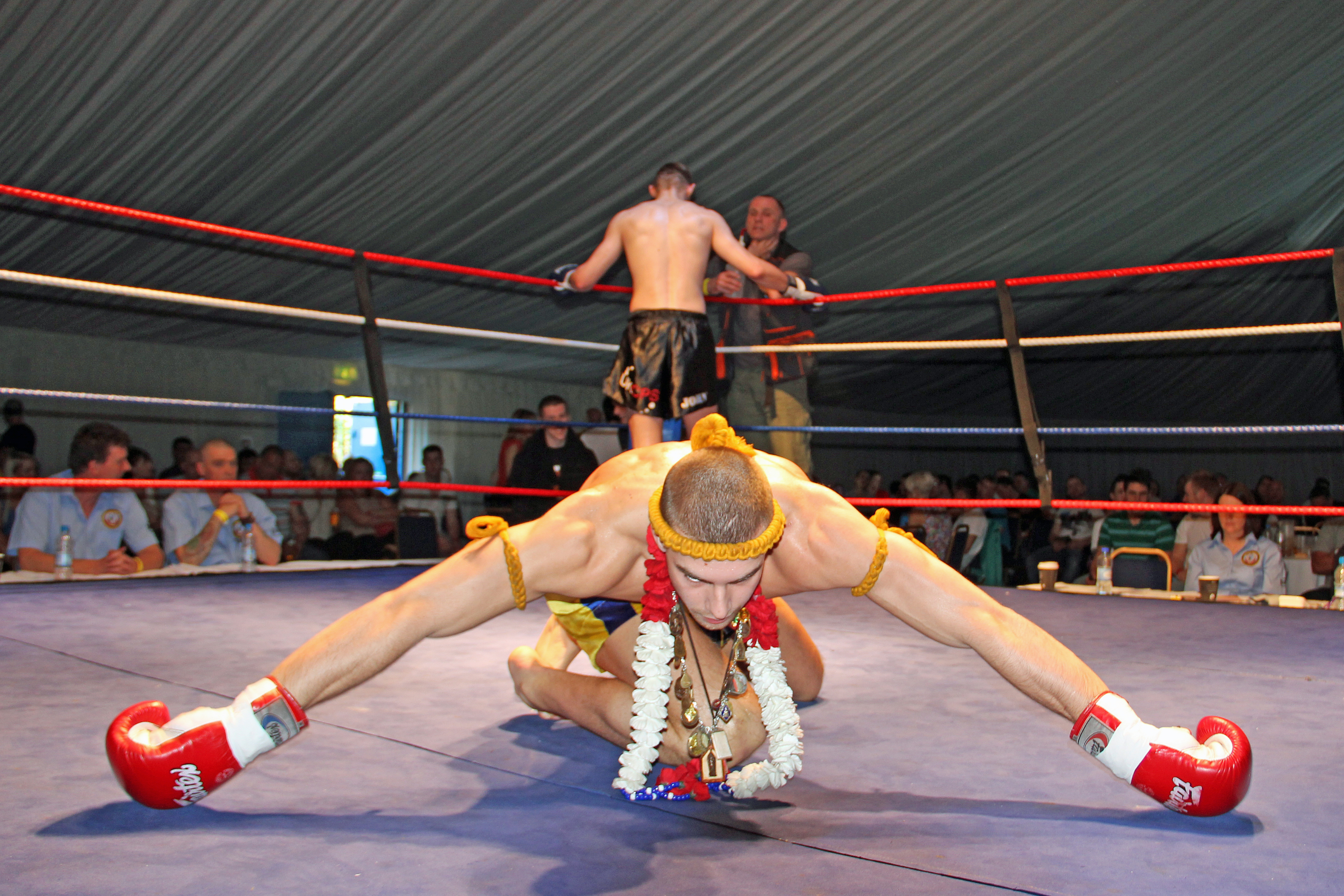
Wai kru e ram muay

A tradição de uma série de rituais é referência no muay thai desde os seus primórdios até aos dias de hoje, sendo que continuam reverenciados enquanto parte fulcral desta tradicional arte marcial. Para o praticante de muay thai esta disciplina, mais do que um desporto de combate, é considerada uma filosofia, sendo adoptada por muitos como um estilo de vida. Através de rituais realizados antes dos combates, os atletas procuram saberes fundamentais relacionados com a verdade, com a mente, com o conhecimento, onde demonstram e procuram forças e proteção espiritual para o combate respetivo. Cada um destes elementos do muay thai tradicional está profundamente ligado com a religião budista e crenças particulares do povo tailandês. A devoção budista desta nação pode ser observada na prática e nos seus costumes. Os templos budistas continuam a ser diariamente frequentados por lutadores e treinadores que neles realizam as suas preces, solicitando proteção e sucesso nas suas carreiras. Muito antes da religião budista ter chegado ao povo tailandês, este já possuíam uma cultura, crendo completamente na existência da vida após a morte e nos seus próprios espíritos protetores, que acreditam estarem presentes no muay thai. A religião do povo tailandês abrange mais do que a simples devoção budista e isto pode ser observado na prática quotidiana dos templos. Muito antes do budismo se instaurar nas terras de Sião, o povo thai era animista, ou seja, acreditava na existência de espíritos presentes em toda a parte. O budismo foi ocupando progressivamente o seu lugar de uma forma organizada mas sem eliminar por completo a crença anterior. Um dos costumes religiosos do povo tailandês consiste na utilização de um altar conhecido como casa dos espíritos, por eles designado de san phra phum (em tailandês: ศาลพระภูมิ). Cada centro de treino tem o seu pequeno local de culto sendo este adornado todos os dias com grinaldas de jasmim frescas e com oferendas de comida e bebida. Paralelamente, o povo tailandês acredita em amuletos da sorte e para o lutador tailandês existem dois dos quais este nunca se separa: o mongkon (coroa) e o kruang Ruang (bracelete). Não se sabe com precisão quando é que estes dois objectos sagrados se tornaram parte integrante do muay thai. A opinião geral é de que os mesmos foram introduzidos pelo Príncipe Negro, por volta do século XVI, como um elemento essencial dos rituais de combate.

### Wai kru
O wai kru também designado de khuen kru refere-se a uma cerimónia que tem como objetivo homenagear o mestre. Todos os anos é feita uma homenagem ao mestre do respetivo campo, a que se denomina yohk kru. Contudo, sempre que os pupilos queiram usar o conhecimento que lhes foi ensinado, começam por mostrar o seu respeito homenageando o seu mestre com uma dança previamente desenvolvida, que antecede o combate. Assim, o wai kru consiste numa primeira parte da dança, durante a qual o lutador percorre o ringue caminhando ao longo do perímetro circunscrito pelas cordas. Este atua com uma pausa em cada um dos cantos, rezando uma pequena oração. O ato de percorrer o ringue apresenta como simbolismo o delimitar o mesmo, conjurando infortúnios e protegendo o lutador durante todo o confronto. Seguidamente, o atleta dirige-se ao centro do ringue, ajoelhando-se voltado para o seu campo de treino. Pausadamente, une as suas luvas em frente da sua face, começando a inclinar-se enquanto reza pequenas orações budistas. Este conjunto de movimentos é repetido por três vezes, prestando homenagem a três entidades divinas. Durante estas preces o lutador dignifica Buda, a Sangha (ordem dos monges) e o Darma (os ensinamentos de Buda). Simultaneamente, o atleta dá graças ao seu mestre, ao seu campo e aos seus antepassados do muay thai. Quanto à etimologia do nome, wai significa "retribuir respeito" enquanto que kru significa "professor"; conjugando, obtém-se acepção de "retribuir respeito ao professor".

### Ram muay

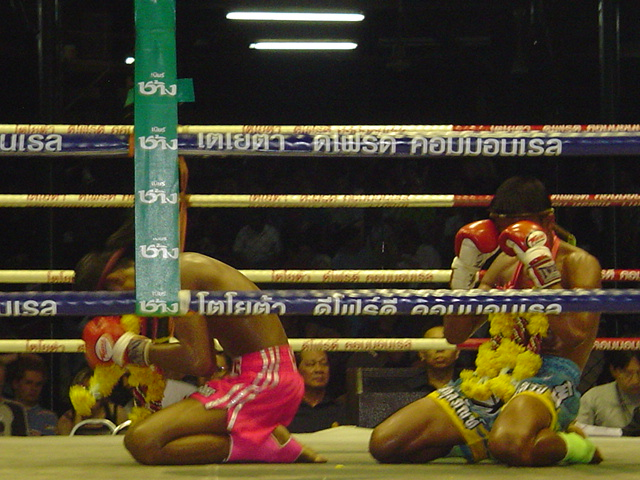
Ram muay empregue antes do combate iniciar. Um ritual realizado antes de cada disputa como forma de preparação dos lutadores para o confronto

Subsequentemente ao ritual wai kru, e em movimentos sequenciais, o lutador começa a desenvolver uma lenta série de movimentos estilizados, o ram muay, sendo este executado ao ritmo da música que conduz o lutador em direcção às quatro cordas do ringue em busca de proteção. Cada atleta elabora uma dança própria que se diferencia de qualquer outro. Alguns dos lutadores incorporam movimentos únicos da região de onde são oriundos, enquanto que outros atletas simplesmente acrescentam movimentos próprios. O ritual tem como objetivo manter afastados os espíritos do mal, sendo empregue sempre antes dos confrontos com o propósito de que nenhum mal ocorra para com o lutador e o seu mestre. Em suma, o ram muay tornou-se um entretenimento adicional para o espectador do muay thai e um alongamento que consiste em desenvolver uma série de movimentos previamente estabelecidos ou improvisados dentro do ringue.
Além de ser uma tradição litúrgica, esta série ritmada de gestos e de passos serve também como aquecimento antes do início do combate, sendo igualmente uma forma de relaxamento que prepara o competidor física e mentalmente. Os lutadores que apresentam o mesmo estilo de dança são da mesma escola. Existe a crença que a prática do ram muay traz sorte e protege contra acontecimentos funestos. O ram muay é executado de acordo com as instruções e estilo do treinador, variando de região para região e de treinador para treinador. Em todo o treino de muay thai, o ram muay constitui uma parte fundamental da aprendizagem.
Para que o preceito seja possível, existe um costume aplicado previamente que determina a relação futura entre o aluno e o mestre. O khuen kru ou yohk kru é denominado aquando o instrutor aceita o estudante, assim como quando o estudante aceita o instrutor para treiná-lo. No passado, o aluno era obrigado a servir o seu mestre por um determinado período de tempo antes do treino propriamente dito ter início. Durante este período o mestre observava o aluno assegurando-se a confiabilidade do mesmo, da sua honestidade e capacidade, atributos estes de alguém digno à aprendizagem desta arte. Uma vez correspondidas as expectativas quanto ao desempenho do aluno, o treinador determinaria administrar o khuen kru. Esta cerimónia marca o ponto em que mestre e aluno se aceitam mutuamente para o exercer de uma aprendizagem útil e proveitosa. O estudante passa ao dever de cumprir as regras e regulamentos estatuídos pelo seu mestre. O ram muay era executado no passado como forma de prestar homenagem ao rei que era normalmente um espectador assíduo das grandes competições. Consequentemente, o ram muay tornou-se uma tradição que preserva a arte do muay thai, não permitindo a perda da sua autenticidade. Este rito de passos e gestos cadenciados, é pois a primeira etapa a ser transmitida ao principiante da belicosa arte tailandesa.

### Saudação
Depois de completos os rituais wai kru e ram muay, tanto o lutador como o seu mestre realizam uma saudação. Comum entre os praticantes da religião budista, esta saudação é efectuada com as mãos juntas à frente do rosto, seguindo-se uma pequena flexão frontal com a cabeça e tronco. As mãos devem estar posicionadas mais à frente dependendo da importância da pessoa que se cumprimenta. Esta saudação realiza-se em todas as ocasiões de encontro, pronunciando-se as palavras sawadee krap (ou kaa) kru muay. Por sua vez, aquando a saudação feminina, são proferidas as palavras sawadee kaa como cumprimento feminino.

### Mongkon
O mongkon refere-se a uma coroa usada pelos lutadores quando entram no ringue. Este objecto sagrado é tradicionalmente benzido em sete mosteiros budistas, sendo colocado na cabeça do lutador antes do mesmo entrar no ringue de combate e, naturalmente, de serem executados os rituais wai kru e ram muay.  O mongkon pertence ao mestre e ao campo de treino do lutador. Todos os atletas de determinado campo utilizam o mesmo mongkon. Este é colocado na cabeça do lutador antes do mesmo se deslocar para o ringue, precedido de uma breve oração, que se acredita que protegerá o lutador de graves lesões, sendo que expulsará os espíritos negativos da área de combate. Por fim, o sagrado objecto é removido do lutador quando este termina uma série de movimentos sequenciais que completam o wai kru e o ram muay. A colocação e remoção do mongkon é executada, geralmente, pelo treinador do ginásio, contudo pode também ser efectuada pelo pai do lutador ou alguém bastante próximo do mesmo. O mongkon é único para cada campo.
Este objeto purificado permite que, através da sua posição e formato, seja possível distinguir o respectivo local da Tailândia de onde o atleta é proveniente. No passado, caso a parte de trás do mongkon estivesse apontada para cima, significava que o lutador era originário do norte da Tailândia. Uma vez que a parte de trás estivesse apontada para baixo, então o mesmo pertencia ao sul do país. Adicionalmente, se a extremidade posterior estivesse apontada para trás, então o atleta pertencia à zona centro da Tailândia.
Outrora, os lutadores estavam deveras interditos de transportar ou colocar em si mesmos este objeto. Contudo, é hoje comum que o mongkon seja já segurado pelos atletas, sobretudo no ocidente. Como peça sagrada, e de acordo com as tradições budistas, o mongkon é sempre guardado acima da cabeça de todos na sua presença e nunca é suposto que o mesmo toque o solo.

### Paprachiat
O paprachiat também conhecido por prajied ou kruang ruang refere-se a uma corda trançada colocada no braço do lutador. Ao contrário do mongkon este é um objeto pessoal. O amuleto sagrado é oferecido ao lutador antes de este iniciar a sua carreira no campo de treino durante o seu período de formação espiritual que deve ocorrer por um tempo de aproximadamente seis meses num mosteiro. Ao longo da cerimónia final no mosteiro, o amuleto é benzido pelos monges, transformando-se num importante talismã. Ao longo do tempo, e principalmente em regiões fora da Tailândia, estes formalismos foram-se perdendo, no entanto outros ainda se mantém. O kruang ruang é consumado a partir de tecido proveniente de roupas sagradas de um monge, assim como de roupas de um membro da família do lutador. Este pode usar o kruang ruang em apenas um dos braços, evidenciando qual dos seus braços é o mais forte. Porém, alguns estádios exigem que o objecto deva ser utilizado em ambos os braços, como é exemplo o estádio Lumpinee. Tal como no mongkon, acredita-se que o amuleto providencie sorte, protegendo o lutador durante o combate.

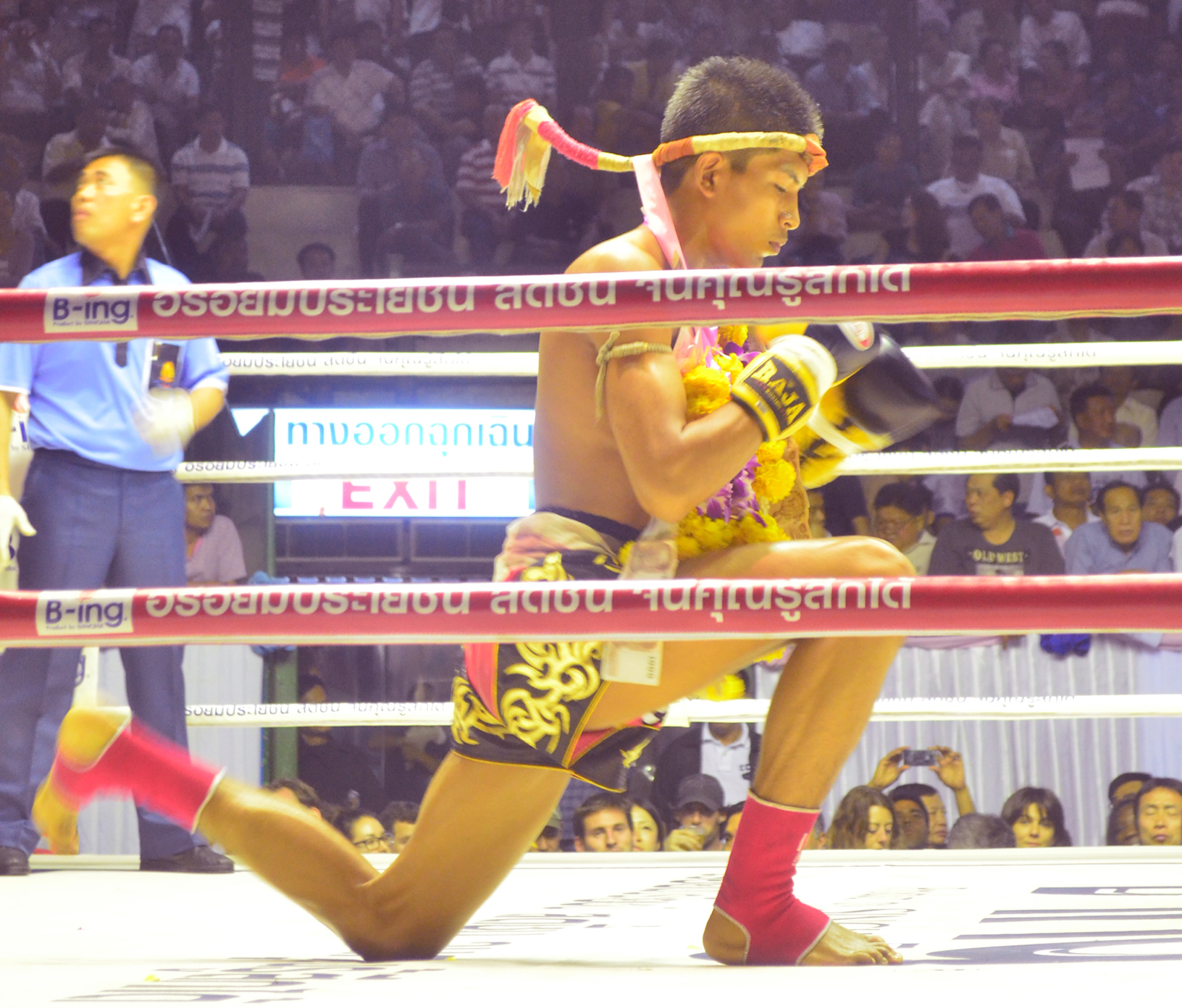
Mondam S. Weerapol a realizar o ram muay preparando-se para o combate.

### Phuang malai
Também dentro das tradições está presente o phuang malai, uma grinalda de flores que é colocada no pescoço do lutador. O phuang malai é oferecido pelos colegas ao lutador como forma de amuleto e desejo de sorte. Estas flores, normalmente de jasmim, são firmadas entre si, formando uma gargantilha suficientemente grande para que o lutador a possa usar à volta do seu pescoço. Na tradição budista, as flores simbolizam a vida, a morte e a volatilidade da existência. O phuang malai não é oriundo do muay thai, tal como o mongkon e o kruang ruang, este foi incorporado no desporto por influência da cultura tailandesa, no entanto, é frequente o lutador transportar o phuang malai para dentro do ringue, onde é retirado depois das danças cerimoniais e antes do combate.

### Música tradicional do muay thai
A música de muay thai, designada de sarama é uma característica única desta arte marcial, sendo tocada antes e durante toda a sessão de combate. Apesar do muay thai ter vindo a sofrer um constante desenvolvimento desde o seu surgimento até à actualidade, a música empregue desde há centenas de anos atrás prevaleceu inalterada até aos dias de hoje. A utilização da flauta e acompanhamento musical de percussão durante o combate, é considerada uma particularidade do muay thai. No espaço de tempo em que decorre a dança é frequentemente utilizado um gravador (cassete, CD) para transmissão da música, no entanto durante o confronto físico tornou-se imprescindível a música ao vivo. Enquanto decorrem os rituais preparatórios para o combate do lutador, o ritmo da música aumenta e diminui, como modo de encorajamento dos lutadores. Mais lenta para o ram muay e wai khru e mais impetuosa no decorrer do combate, esta música é interpretada ao vivo por um grupo de quatro músicos, em que cada um toca um instrumento particular. Estes instrumentos são empregues na realização da música para o muay thai designadamente a Pi Java, um clarinete, o qual é fundamental para a melodia; um par de tambores designado de klog kaak; ching que se trata de pequenos pratos em ferro, bronze ou latão; e outro tipo de tambor originário do sul da Tailândia, denominado de mong kong.

## O lutador de muay thai
Na Tailândia crianças são principiadas em aulas de muay thai por volta dos cinco e seis anos, aprendendo a arte da luta e acalentando o sonho de se tornarem grandes lutadores do Ratchadamnoen ou do Lumpinee.
Muitas crianças e adolescentes vivem no próprio campo de treino, sob a tutela de um instrutor (em tailandês krukroo), onde se ausentam somente para frequentar as horas de escola. Geralmente, os treinos nos campos tailandeses têm início por volta das quatro da manhã, sendo-lhes propostos treinos com corrida e boxe de sombra. O trabalho no saco faz também parte da preparação, seguido do estilo livre de sparring e exercícios de boxe com o equipamento adequado (luvas e capacete).

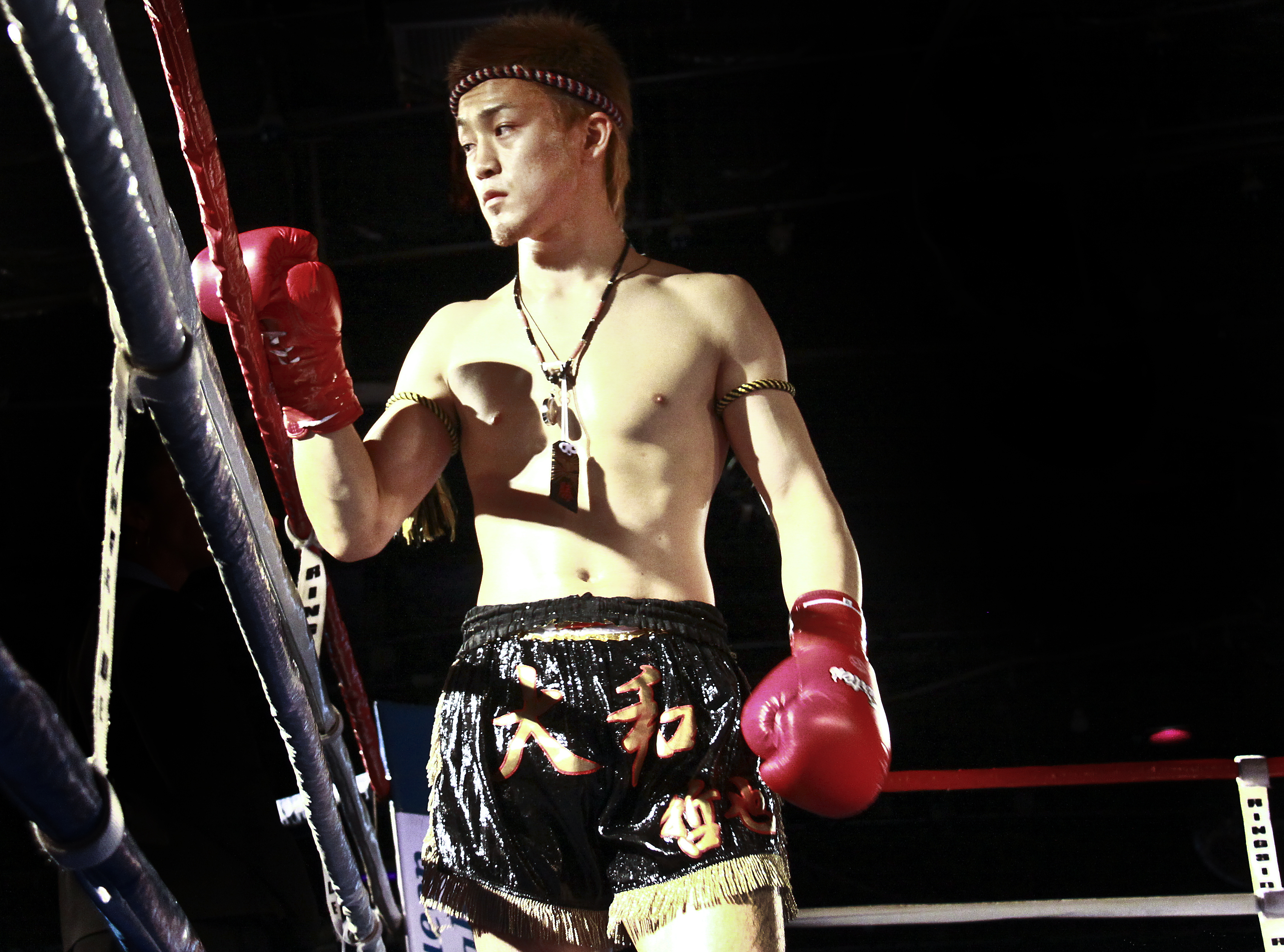
Atleta de muay thai Tetsuya Yamato executando o wai kru.

As pernas de um lutador tailandês, são desenvolvidas com treinos de corrida assim como com o persistente exercer de técnicas sendo estas as partes do corpo mais sofridas por contusões musculares, apesar dos danos mais graves ocorrerem no rosto pela utilização das cotoveladas e punhos. Exercícios diferentes, como defesa a ataques com armas brancas, dependem de cada instrutor não sendo algo pertencente à modalidade. Os principiantes são treinados no domínio do jogo de pernas, nas combinações de socos, cotoveladas, joelhadas e pernas, sobretudo os circulares. Para o atleta adquirir uma aptidão física básica considera-se que sejam necessários um mínimo de dois meses de treino intensivo. Em seis meses, o praticante deve já possuir capacidades que o distinguem pela eficácia enquanto lutador. Uma vez que se considera supérfluo trabalhar atletas que não demonstram futuro na arte, só os melhores são elegidos para competir no ringue de apostas. Os treinos diários variam de seis a oito horas, apresentando um mínimo de seis dias por semana. Existe inúmeras formas de apurar os melhores lutadores. Uma das mais utilizadas consiste na inclusão de, após o treino de resistência, um cumprimento na execução de cerca de quinhentos circulares no saco de treino. Aqueles capazes de superar a marca de, pelo menos, trezentos golpes consecutivos, demonstram então um espírito forte, intrepidez e auto-motivação, atributos fundamentais para um atleta de alta competição.
Apesar de tudo, somente um pequeno número de atletas profissionais tailandeses estão presentes no pódio das mais conceituadas competições da Tailândia, Europa e América. Em média, um lutador tailandês de muay thai é capaz de se manter em competições profissionais cerca de quatro anos. A austeridade dos combates são o motivo paradigmático responsável pelo significativo desgaste dos atletas.
Para além de um desporto altamente exigente e perigoso (em nível de competições), o muay thai é para muitos um estilo de vida sendo que para participar num combate é necessário que um lutador respeite determinadas normas. Segundo o manual médico do Conselho Mundial de Muay Thai, cada atleta não deve apresentar qualquer deficiência física; a participação é completamente proibida a menores de quinze anos de idade; e o peso mínimo permissível orienta-se pelos quarenta e cinco quilogramas, sendo que a um peso inferior, o atleta é interdito de participar em qualquer combate internacional.

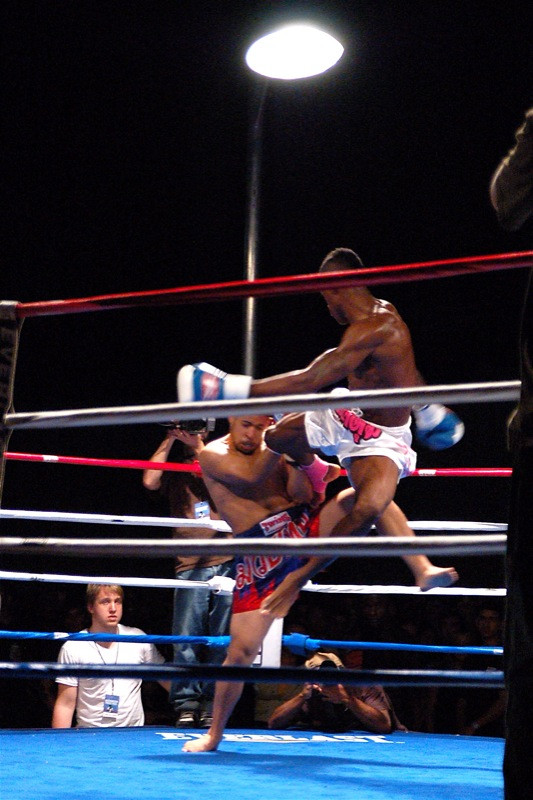
Circular em salto, com bloqueio defensivo do adversário

Quanto ao equipamento, apenas as luvas, que se encontrem certificadas pelo Conselho Mundial de Muay Thai, são permitidas. Todos os praticantes devem utilizar luvas de combate, sendo que o peso de cada uma obedece à categoria de peso em que o desportista se insere. As luvas devem apresentar o seu formato original, de modo a que os lutadores partam em igualdade de circunstâncias. Antes do início de cada combate, um membro da comissão do jogo inspecciona as luvas de cada atleta.
Existem algumas regras específicas no que diz respeito à indumentária de um lutador, nomeadamente, o que pode ou não utilizar. De acordo com o regulamento, podem ser utilizados apenas calções próprios do desporto, sendo que a sua cor depende do canto a que o lutador pertence no respetivo combate. Para garantir a segurança do atleta é necessário que cada lutador utilize proteção genital (conquilha) de aço para proteção genital. A utilização de cabelos longos e/ou barba é absolutamente proibida no oriente, já no ocidente existe um ténue consentimento em relação ao tema. Seguindo a tradição, um cordão sagrado conhecido como mongkon pode ser usado em torno da cabeça durante o ritual inicial, onde os desportistas homenageiam os mestres ancestrais do muay thai, assim como a própria arte e sua filosofia. Também podem ser utilizadas ligaduras elásticas nos braços, nos tornozelos ou nas pernas, contudo, não podem ser utilizados protetores nas canelas. A utilização de ligaduras elásticas nos tornozelos por forma a proteger os pés, é opcional ao atleta. É completamente proibida a utilização de qualquer tipo de jóias ou materiais metalizados. O uso de vaselina, gordura ou qualquer tipo de substância similar é proibido, uma vez que o lutador não deve ganhar qualquer vantagem desleal sobre o seu oponente. Quanto ao protector bucal, este deve ser usado em todos os combates, sendo pois inspecionado e aprovado pelo médico presente no evento. Se o protetor cair involuntariamente durante a competição, o árbitro deve pedir tempo, limpá-lo e reinseri-lo na boca do competidor que a perdeu, no primeiro momento oportuno, sem interferir na ação imediata. Qualquer tipo de infração ao código de vestimenta pode resultar na desqualificação de um lutador antes mesmo de o combate começar.

### Condicionamento físico do atleta
O método de treino do muay thai para além de incrementar a aptidão física geral e combater o sedentarismo oferece a possibilidade de desenvolver força e explosão, flexibilidade ativa, velocidade e excelente resistência cardiovascular. O atleta é condicionado ao espírito de luta sendo-lhe adestrada a capacidade própria de relaxar e de lidar com o stress, habilitando-se a técnicas de relaxamento ou de treinamento autógeno.  O treino de muay thai apresenta hoje em dia a segurança adequada graças a sofisticadas e úteis proteções empregues nos treinos, que foram evoluindo correspondendo às necessidades dos atletas, reduzindo assim a probabilidade de danos aos lutadores entre as competições. O muay thai também prova a eficácia do praticante fora do ringue. Esta arte foi, por isso, abraçada entusiasticamente por praticantes de diversas atividades de defesa pessoal, desportivas, militares e de imposição da lei.
O boxe tailandês tem vindo a ligar cada vez mais praticantes a esta forma de luta, por proporcionar uma aprendizagem relativamente agressiva que desenvolve um significativo condicionamento físico e mental, concentração e auto-confiança. O tipo de treino desta modalidade ajuda as crianças e adolescentes a ganharem maior poder de concentração nas suas atividades paralelas, tal como a maioria dos desportos de combate. O atleta é submetido a uma preparação de elevado acondicionamento físico, apto para um combate impetuoso, lesivo e veloz. Para além disto, o pugilista é compelido a um temperamento sagaz e uma interpretação de luta distinta. Sem a ideal condição física e psicológica, o atleta possuiria dificuldades em realizar os movimentos técnicos e táticos, isto pode influenciar diretamente no resultado de cada disputa. O muay thai é um desporto complexo, podendo-se diferenciar dependendo da região, conforme o método de ensino aplicado. Isto pode ser perceptível na diferença de treino entre o seu país de origem em relação ao empregue na Europa e América. Os praticantes carecem de variadas qualidades, entre as quais força, resistência e suplementos estratégicos. A boa coordenação, ritmo, tempo e o balanço são especificidades fulcrais ao bom desempenho. Todos esses fatores físicos contribuem para o sucesso no muay thai.
Actualmente as artes marciais têm vindo a ter grande procura no mundo inteiro. Com os torneios a decorrerem, assim como a profissionalização dos atletas e com as elevadas bolsas e premiações, o incentivo instala-se cada vez mais à prática desta tradicional arte marcial. É uma das lutas com mais contato físico existente, apresentando eminente agressividade. Os atletas necessitam de imensa resistência e força, além de uma coragem invulgar para a prática profissional.

## Técnica
Por técnica manifesta-se o modo pelo qual uma habilidade é desempenhada. Técnica, na verdade, é o componente que claramente diferencia um atleta do outro, pois engloba todas as estruturas e elementos técnicos em movimentos precisos e eficazes, por meio do qual um atleta realiza uma tarefa desportiva. A técnica é uma sequência de movimentos baseados na física e na biomecânica. A preparação técnica, objetiva aprender a técnica desportiva de forma racional. É um processo a longo prazo, sem interrupções. Ela deve ser sempre aperfeiçoada, dependendo muito da condição de preparação física do praticante. As técnicas do muay thai são consideradas pelos mestres desta arte, das mais eficazes formas de combate sem elementos associados, seja pois sem armas brancas, porretes entre outros.
Este tecnicismo destaca o muay thai entre as outras formas de luta, nomeadamente os seus derivados (como o kickboxing, full contact, entre outros). Técnicas de ataque e defesa são comuns neste tipo de arte marcial uma vez que existe bastante atrito entre os adversários. O muay thai é uma arte de combate de contato, onde a troca de golpes dos lutadores é constante.
Existem cinco variantes mais populares do muay thai que determinam o estilo na aplicação das técnicas. O muay femur, um termo derivado da palavra tailandesa femur (ou fimeu em tailandês มวยฝีมือ), que significa habilidoso ou elegante, representa uma abordagem refinada à arte do muay thai. Este estilo é caracterizado pela ênfase na precisão técnica, movimento estratégico e destreza de contra-ataque. O que diferencia o muay femur de outros estilos dentro do muay thai é a sua meticulosa atenção aos detalhes e maestria técnica. Atletas de muay maht usam sobretudo os punhos no ringue, e são conhecidos pelo seu tremendo poder de nocaute e natureza agressiva na série de ataques com os punhos, como suporte das cotoveladas e lowkicks, como complemento. Os lutadores de muay khao empregam os seus joelhos para criar o máximo de dano com clinch. Podem usar as joelhadas de dentro e fora do clinch. Os lutadores de muay dtae fazem uso regular e persistente das pernas, não se limita à coxa, caixa torácica, pescoço e cabeça, a estratégia é enfraquecer os braços e o corpo do oponente antes de o nocautear. O muay sok é o mais raro dos cinco estilos, mas esses atletas também estão entre os mais perigosos, e distinguem-se pelo eficiente uso das cotoveladas. Estes ataques são usados abundantemente na curta distância para atingir a cabeça do oponente como uma lâmina, cortar a cara e incapacitar por nocaute. Nenhum outro estilo emprega estes ataques tão bem como o muay sok; os lutadores cruzam os ataques de pernas, joelhadas e socos do oponente para encurtar a distância e distribuir cotoveladas com várias técnicas extremamente efetivas.

### Técnicas de defesa
O muay thai é uma arte de luta bastante particular na forma como desfere os seus golpes, assim como as suas técnicas defensivas. Inicialmente a posição básica era ligeiramente diferente da atual uma vez que as proteções – principalmente as luvas – contribuíram em muito para essa mesma modificação. A posição antiga consistia numa colocação veemente e exagerada dos braços por forma a que a eficácia da respetiva defesa fosse melhor conseguida. As pernas eram mais flectidas e distanciadas, características que podem ser olhadas no ancestral do muay thai, o muay boran.

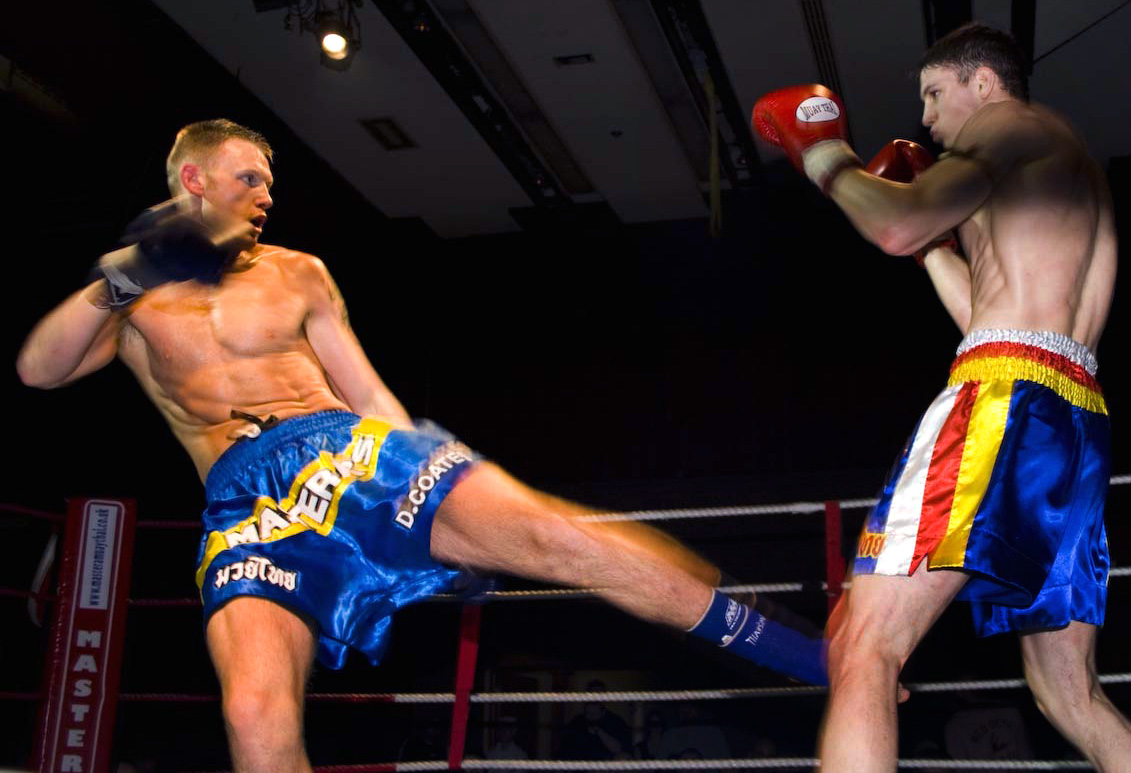
Atleta E golpeando com um low kick a parte interna da perna esquerda do seu adversário.

A posição básica do muay thai é conseguida com o braço e a perna esquerda à frente, para quem é destro. O canhoto deve adquirir uma posição em que o braço e a perna direita se encontra à frente. As mãos devem-se posicionar mais ou menos na altura das sobrancelhas, fechadas ou semifechadas. Os cotovelos devem ficar "para dentro", ou seja, mais encostados no corpo, sem contudo ser uma posição desagradável. A tranquilidade é muito importante para o praticante, não só na forma como dispõe a própria posição, como na atitude de ataque. As pernas encontram-se ligeiramente flexionadas não tanto quanto no muay thai tradicional e os pés não devem nunca ficar na mesma direção, ou seja em linha reta, mas sim relativamente considerados à largura dos ombros. O queixo não apresenta uma posição alta, mas sim quase encostado ao peito por forma a que os ombros o protejam. A técnica de defesa é portanto fundamentada nesta posição base para a proteção dos golpes do adversário. No entanto outros movimentos devem ser utilizados nomeadamente as esquivas dos respetivos golpes, ou o ato de desviar os golpes da direção inicialmente intencionada. Quando são desferidos circulares baixos (low-kick) ou circulares médios (ao tronco) estes são obstruídos normalmente com a tíbia, flexionando a articulação do joelho e elevando a perna ao encontro do cotovelo do lado correspondente. Esta é uma das várias técnicas das quais o muay thai encontra a sua particularidade, embora muitas outras artes marciais tenham empregue algumas destas como método de defesa. Os golpes na parte superior do corpo são obstruídos geralmente com o antebraço, ou se possível com a canela. Os circulares médios são frequentemente agarrados, travando o oponente, e assim permitindo um ataque para derrubá-lo ou mesmo golpear o oponente à distância. Algumas denominações de técnicas de defesa como os bloqueios, desvios, paradas com desvio, deslocações, projeções são regularmente utilizados em treino e combate.
A arte de bloqueio é uma habilidade crucial que deve ser desenvolvida a fim de organizar uma defesa útil contra um ataque. Os membros do corpo são eficazes ferramentas usadas nas técnicas de bloqueio no muay thai. Durante a competição, as mãos enluvadas são comummente empregues para proteger a cabeça dos golpes do oponente. Os antebraços são utilizados para bloquear ataques ao tronco, protegendo o concorrente de chutes, socos, joelhadas e cotoveladas. As pernas são também parte fulcral para o bloqueio de ataques, sendo estas utilizadas como método de bloqueio de pontapés ao tronco e às partes externas ou internas das coxas. A capacidade de evitar os golpes do adversário é uma habilidade fundamental para o praticante. Os desvios com a cabeça são formas eficazes de evitar golpes que visam a mesma. Utilizando as deslocações o praticante pode movimentar e afastar todo o seu corpo esquivando-se do ataque adversário. Outras técnicas empregues consistem na interrupção dos ataques. Estas são técnicas de defesa e ataque, sendo que antes do golpe do adversário, o praticante antecipa-se do mesmo bloqueando-o e posteriormente investindo adequadamente contra o oponente. Aqui a observação é elementar para que esta técnica seja possível.

### Técnicas de pernas

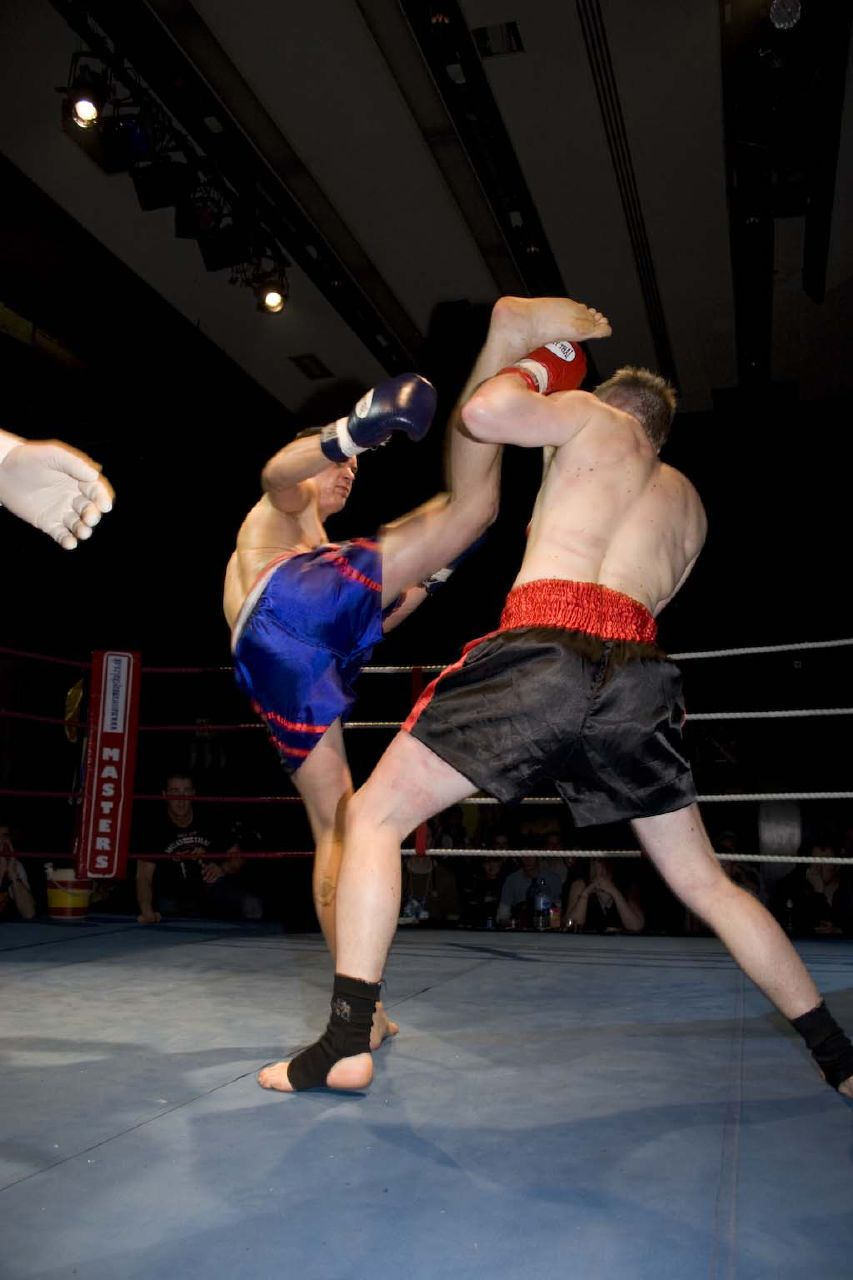
Bloqueio de circular alto. O ataque foi interrompido pelo atleta A, sendo que este se prepara para uma investida ao atleta B

Uma das principais armas do muay thai são os seus poderosos jogos de pernas. Os pontapés exigem a movimentação  do tronco e quadril para colocar mais força e firmeza nos golpes. Estes tipos de golpes do muay thai são patenteados de um modo superficialmente diferente das demais artes marciais.[carece de fontes?] É plausível considerar que grande parte de outros estilos atualmente exequíveis, basearam-se em algumas das técnicas do muay thai. Existe vários tipos de golpes de pernas que são utilizados neste estilo de luta, como são exemplo os seguintes:
| Português                          | Tailandês | Romanização   | IPA              |
| ---------------------------------- | --------- | ------------- | ---------------- |
| Frontal                            | เตะตรง    | Tei-trong     | [tèʔ troŋ]       |
| Circular ao tronco                 | เตะตัด     | Tei-chiyang   | [tèʔ tɕʰǐəŋ]     |
| Circular alto                      | เตะตัด     | Tei-kan-kro   |                  |
| Low-kick (Circular baixo)          | เตะตัด     | Tei-tat       | [tèʔ tàt]        |
| Semi-circular                      | เตะเฉียง   | Tei-rid       |                  |
| Circular cima-abaixo               | เตะกด     | Tei-kot       | [tèʔ kòt]        |
| Circular em escada                 | เขยิบเตะ   | Yiep-tei      | [tèʔ jìəp]       |
| Circular em salto                  | กระโดดเตะ | Kra-tote-teii |                  |
| Lateral                            | ถีบข้าง     | Tip-kang      |                  |
| Rotativo de calcanhar              | ถีบกลับหลัง  | Tip klap lang | [tʰìːp klàp lǎŋ] |
| Rotativo de calcanhar em gancho    | เตะกลับหลัง | Tei klap lang | [Tèʔ klàp lǎŋ]   |
| Cima-abaixo ou Pontapé descendente | เตะ เข่า   | Tei khao      | [Tèʔ k ʰ AW]     |

Tal como nos socos, antes da adoção das regras internacionais de boxe no muay thai, existiam outros tipos de chutes, os quais podem ser verificados nas raízes desta arte, como é exemplo o muay boran. Após a adoção das regras internacionais, o muay thai aprimorou as técnicas e por conseguinte os golpes de pernas.
O pontapé circular usa um movimento rotatório do corpo inteiro. Os lutadores de muay thai são treinados para bater sempre com o osso medial e maior abaixo do joelho, a tíbia, uma vez que esta é a parte mais dolorosa com que se pode infligir um golpe com o referente membro inferior. O pé contém inúmeros ossos finos sendo por isso muito mais propenso a lesões. Um lutador pode se ferir quando usa somente o pé como área de impacto. Para isso, os atletas de muay thai condicionam cuidadosamente as suas tíbias em treinos no saco pesado e em sparring, melhorando assim a resistência e força das áreas de impato, fundamentais para o combate. O referente treino é exercido com base no praticar das caneladas em superfícies duras, como o fazem alguns dos tailandeses.

#### Joelhadas
A articulação óssea formada pela extremidade distal do fémur, pela extremidade proximal da tíbia (e pela patela (rótula)) consiste numa arma ofensiva de grande importância no muay thai. As técnicas de joelhos são parte essencial desta arte tailandesa. O joelho é uma das armas mais letais deste estilo de luta. A sua eficiência compara-se com a do cotovelo quando o atleta o utiliza devidamente. Este tipo de golpes possuem uma maior eficácia quando é empregue a curta distância, contudo, não é incomum os atletas, quando em combate, utilizarem-se de joelhadas a média e longa distância, usando para isso deslocamentos rápidos e/ou saltos como forma de alcance ao alvo. Não obstante, é no clinch que o uso de joelhadas se torna mais frequente, sendo que o oponente uma vez preso, geralmente com as mãos na altura do pescoço, é golpeado sequencialmente com esta técnica de ataque. Os joelhos podem ser utilizados de diversas formas, para atacar variadas partes do corpo. O mais comum são os ataques direcionados às coxas, ao tórax e a cabeça, tendo como objetivo nocautear o adversário.
| Português                     | Tailandês | Romanização  | IPA             |
| ----------------------------- | --------- | ------------ | --------------- |
| Joelhada frontal              | เข่าตรง    | Khao trong   | [kʰàw troŋ]     |
| Joelhada lateral              | เข่าตัด     | Khao Tat'    | [kʰàw tàt]      |
| Joelhada circular             | เข่าเฉียง   | Khao chiyang | [kʰàw tɕʰǐəŋ]   |
| Joelhada em salto             | เข่าลอย    | Khao loy     | [kʰàw lɔːj]     |
| Joelhada frontal (penetrante) | เข่ายาว    | Khao-youn    | [K ʰ AW ja ː w] |
| Joelhada em escada            | เข่าเหยียบ  | Yiep-khao    | [kʰàw jìəp]     |

### Técnica de braços
Este é um dos temas mais polémicos do muay thai. Existe pequenos pormenores que ditam diferenças nos socos do muay thai em relação ao kickboxing. A flexão dos braços emprega a pronação dos antebraços, ou seja, a rotação medial dos mesmos. Isto vai interferir na forma de golpear, pois no boxe assim como no kickboxing, é feita a supinação do antebraço, seja pois a rotação lateral deste a partir da posição pronada de modo a que a palma da mão esteja voltada anteriormente.
O método de treino dos socos é também uma diferença que se vai pronunciar igualmente no modo de desferi-los e aplicá-los em luta. Para um leigo, torna-se imperceptível a distinta técnica utilizada no muay thai, contudo para alguém conhecedor desta arte torna-se fácil distinguir a forma como são desferidos os golpes. São pequenos detalhes que na maioria das vezes são imperceptíveis.
Uma das técnicas distintas do muay thai, é o movimento da cobra. Este consiste no movimento equiparável ao de uma cobra, que aquando a receção de um circular alto, o lutador executa um desvio para trás e volta repentinamente golpeando o adversário com um direto. Existem várias técnicas de braços utilizadas no muay thai, entre as quais:

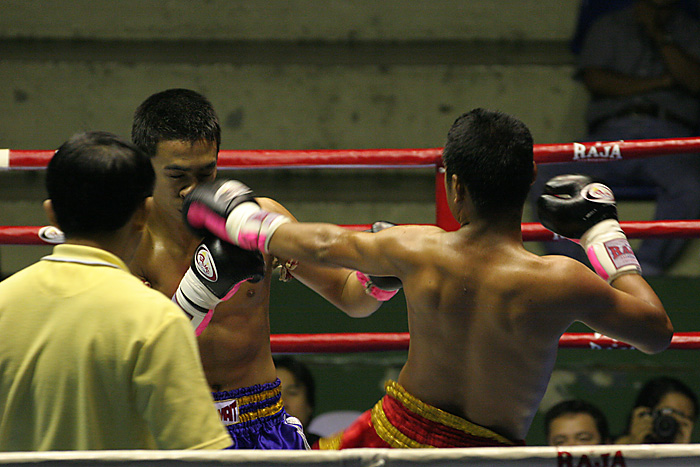
Jab de esquerda seguido de um low kick

| Português                  | Tailandês          | Romanização            | IPA                          |
| -------------------------- | ------------------ | ---------------------- | ---------------------------- |
| Jab                        |                    | Mat nueng              |                              |
| Direto                     | หมัดตรง             | Mat trong              | [Mat Tron]                   |
| Uppercut                   | หมัดเสย (หมัดสอยดาว) | Mat Soei / Mat soi dao | [Mat sɤ̌j] , [Mat sɔ̌j da ː w] |
| Cruzado                    | หมัด ตรง            | Mat trong              | [Mat Tron]                   |
| Gancho                     | หมัด เหวี่ยง สั้น       | Mat wiang san          | [Mat wìəŋ San]               |
| Soco em salto              | กระโดดชก           | Kradot chok            | [kradòːt tɕʰók]              |
| Gancho descendente (salto] | กระโดดชก           | Kradot chok            | [kradòːt tɕʰók]              |
| Punho rotativo             | หมัดเหวี่ยงกลับ        | Mat wiang soi          | [Mat wìəŋ sɔ̌j]               |

#### Cotoveladas
As técnicas de cotovelos utilizadas no muay thai são um elemento importante no que caracteriza esta arte marcial. Consideradas enquanto armas de significante perigo, os cotovelos podem causar graves lesões. Nenhuma outra técnica do muay thai se compara ao cotovelo devido à sua grande capacidade de contusão. A utilização dos cotovelos nesta arte tailandesa, caracteriza diferentemente o muay thai de todas as demais artes marciais. Estas armas possuem grande eficácia mesmo quando utilizadas a curtas distâncias, possuindo também larga flexibilidade de angulação podendo ser utilizado em diversas direções assim como com métodos variados.

Durante um intercâmbio cultural foi realizada uma demonstração de muay thai na área de treino Ban Chan Krem a 15 de fevereiro de 2012, onde fuzileiros navais dos Estados Unidos e da República da Coreia realizaram um treino trilateral no decorrer da Cobra Gold '12.

| Português                              | Tailandês   | Romanização    | IPA              |
| -------------------------------------- | ----------- | -------------- | ---------------- |
| Cotovelo horizontal                    | ศอก ตัด      | Sok tat        | [Sɔ ː k Tat]     |
| Cotovelo oblíquo                       | เข่าเฉียง     | Khao chiang    | [kʰàw tɕʰǐəŋ]    |
| Cotovelo circular ao tronco            | ศอกตี        | Sok ti         | [sɔ̀ːk tiː]       |
| Cotovelo cima-abaixo (descendente) 45º | ศอก ตี       | Sok ti         | [Sɔ ː k ti ː]    |
| Cotovelo de baixo-acima (ascendente)   | ศอก งัด      | Sok Ngat       | [Sɔ ː k NAT]     |
| Cotovelo frontal (Ataque)              | ศอก พุ่ง      | Sok phung      | [Sɔ ː k p ʰ ONU] |
| Reverso de cotovelo horizontal         | ศอกเหวี่ยงกลับ | Sok wiang klap | [sɔ̀ːk wìəŋ klàp] |
| Cotovelo rotativo                      | หมัดเหวี่ยงกลับ | Mat wiang klap | [màt wìəŋ klàp]  |
| Cotovelo rotativo com retorno          | ศอกกลับ      | Sok klap       | [sɔ̀ːk klàp]      |
| Dupla cotovelada                       | ศอกกลับคู่     | Sok klap khu   | [sɔ̀ːk klàp kʰûː] |
| Cotovelo em salto descendente          | กระโดดศอก   | Kradot sok     | [kradòːt sɔ̀ːk]   |

### Clinch
O clinch ou plam, como se diz na Tailândia, é uma forma de livrar-se de uma eventual sequência de ataques desferidos pelo oponente imobilizando os braços do mesmo adversário. No muay thai é comum o adversário ser agarrado ou puxado pela cabeça, para que lhe sejam desferidas joelhadas tanto no tórax quanto em outras partes do corpo, assim como cotoveladas. É normal os lutadores permanecerem um tempo relativamente superior comparativamente com outras formas de luta, visto ser considerado também como um ataque ao oponente. O clinch pode durar entre três a dez segundos. Este tempo é apenas considerado se os lutadores estiverem estáveis sem desenvolverem a ação de ataque conforme o pretendido. O plam  pode ser um ponto inicial para a projeção do adversário ao chão. Cada lutador tenta dominar o outro, não só para reduzir o seu espaço e limitar os seus movimentos, mas também para desferir golpes estratégicos, como joelhadas ou barramentos. Esta forma de ataque e defesa é frequentemente utilizada num combate de muay thai.

### Outras técnicas
É permitido "agarrar as pernas" quando o oponente desfere um pontapé. A perna pode ser agarrada durante três segundos ou enquanto se exerce até dois passos em frente podendo contra-atacar com as várias técnicas permitidas no muay thai. As projeções são permitidas e significantes para o resultado final, sendo que é atribuído uma pontuação por cada projeção bem conseguida. Empurrar o adversário é um dos métodos mais eficazes para conseguir desequilibrar o oponente e consequentemente desferir golpes. Já os bloqueios são empregues precisamente para bloquear os golpes atacantes como são exemplo os low-kicks, defendidos com a tíbia. Qualquer bloqueio bem efectuado permite que esse mesmo golpe bloqueado seja considerado neutro.

### Pontos de ataque
Podem ser desferidos ataques na cabeça somente na parte frontal e lateral, ou seja, é estritamente proibido golpear na nuca. Igualmente, no tronco, as áreas frontal e laterais são válidas à recepção de golpes, enquanto que a grande área posterior, as costas, são portanto uma zona interdita a qualquer golpe. Já as pernas, todas as superfícies das mesmas podem ser um alvo para o atacante.

### Respiração
A respiração é um processo natural que se encontra descrito em ventilação pulmonar. É comum que na vida cotidiana não seja outorgada significante importância à respiração, pois é um reflexo natural que envolve processos neuro-muscular-torácico-pulmonar e físicos os quais são processados instintivamente. No entanto, quando submetidos a elevado esforço físico, o atleta vê-se confrontado com alguns obstáculos que dificultam gravemente a espontaneidade de todo esse processo. A necessidade de manter os dentes cerrados para evitar o nocaute, assim com a presença do protetor bucal, origina dificuldades acrescidas ao lutador. Para além do aperfeiçoamento das técnicas de Muay Thai, o treino foca-se também na aprendizagem gradual de controlar o sistema respiratório, alcançando resultados úteis que se vão reflectir principalmente na resistência física do atleta.
Na prática do muay thai, a respiração é controlada através de métodos específicos pelos quais o lutador deve-se utilizar na execução da técnica de combate. Exalar fortemente o ar pelo nariz é comum entre os praticantes tanto de muay thai como de outras artes marciais, pois ajuda a libertar o dióxido de carbono dos pulmões. A respiração é uma importante ferramenta para os atletas amadores ou profissionais. Nas artes marciais japonesas, considera-se que o Kiai (espécie de vocalização utilizada geralmente aquando golpes traumáticos), aumenta a potência do indivíduo na execução de um golpe ou técnica. Entre as artes marciais coreanas, similarmente, é utilizado o Kihap. Quando utilizado correctamente, o kiai conecta os elementos físicos e mentais de uma técnica, e serve tanto para ações defensivas como ofensivas. O significado do próprio termo denota um conceito de um sistema unificado ou integrado em que o "ki" corresponde à "mente" ou "energia interior" e "ai" significa "unir". Ou seja, a energia flui pelos processos metabólicos e fisiológicos da respiração, daí a sua essência e também a sua naturalidade. Os grandes mestres afirmam que o kiai é um aspecto do controlo da respiração, é a extensão audível do nível de energia aplicado numa determinada técnica.
No muay thai, os atletas recorrem à expiração enquanto desferem um golpe. Este  processo da respiração promove a saída do ar dos pulmões, somada à contração muscular abdominal e do diafragma. Assim, defensivamente, a expiração previne o nocaute uma vez que a contração muscular protege os órgãos internos do golpe adversário. Enquanto ataque ofensivo, a expiração, para além de utilizada como forma de distrair o oponente, fortalece a cadeia cinética uma vez contraída a região central do corpo, promovendo o aumento da potência do golpe.
Para o controlo da respiração, existem vários exercícios de treino, tanto estáticos como dinâmicos. Os exercícios estáticos consistem em estabelecer determinadas posições hirtas, comuns em diferentes tipos de meditação, ou até mesmo desenvolver processos de combate estáticos sob pressões físicas adversas. Os exercícios de respiração dinâmicos são praticados durante a formação do atleta, no decorrer dos variados treinos físicos de combate e força. Existe também exercícios emparelhados como é exemplo o sparring. Estes tipos de treinos são bastante eficazes para o atleta, o qual adquire a capacidade de respirar ritmicamente, mesmo sob algumas pressões externas. Conseguir respirar naturalmente aquando submetido a situações adversas de combate é um procedimento que requer experiência.

### Mae Mai Muay Thai
Mae Mai ("técnicas principais") refere-se às principais séries de movimentos técnicos de combate, consideradas manobras básicas empregues num confronto de muay thai. As técnicas desta arte tradicional são agrupadas de forma distinta dependendo dos professores e suas respectivas escolas. Em inúmeros manuais de muay thai, as técnicas são claramente classificadas de acordo com as suas características funcionais. Considera-se o Mae Mai Muay Thai um conjunto de técnicas provenientes do muay thai tradicional. Os principiantes do muay thai aprendem primeiramente estas técnicas antes dos treinos de Look Mai Muay Thai, tratando-se de técnicas de ataque e defesa consistem em quinze movimentos mais detalhados do desporto.

### Look Mai Muay Thai
Look Mai ou luk muay consiste em quinze séries de movimentos de menor importância do muay thai tailandês. Look Muay são um conjunto de manobras básicas do muay thai, que derivam do Mae Mai Muay Thai. Esta divisão de técnicas apresenta sequências mais detalhadas de ataque, defesa e contra-ataque. Antes de se iniciar o treino destes movimentos técnicos, o atleta deve possuir primeiramente a experiência do Mae Mai Muay Thai. As qualificações dos antigos treinadores de muay thai seguiam técnicas de boxe tailandês em quinze movimentos caracterizados por se tratarem de técnicas complementares do muay thai.
Tanto o Mae Mai como o Look Mai são susceptíveis a diferentes interpretações. Estas sequências de técnicas, cuja codificação remonta, segundo os especialistas, até ao século XIX, adestram, por exemplo, o processo necessário para desenvolver habilidades singulares, tais como o aperfeiçoamento sobre o momento de acção do praticante no que se refere à defesa e ataque, para além que transmitir noções de distância com objectivos ofensivos e defensivos. Estas técnicas seriadas traduzem instruções sobre os pontos vitais e mais sensíveis do corpo humano associando movimentos capazes de alcançar os referentes alvos, golpeando-os de forma eficaz e obtendo um significativo efeito quando desferido com sucesso cada golpe.
Todas as técnicas de Mae Mai assim como de Look Mai são minuciosamente estudadas, não só sobre as suas formas básicas, já estabelecidas, como também sobre as suas variações. No total, todas as formas básicas tal como suas variantes, constituem cerca de cem séries de movimentos técnicos, representando uma autêntica plataforma técnica do estilo actualmente empregue entre as escolas tailandesas. O estudo destes princípios e conjuntos de técnicas resume-se a uma fonte imensa de informação sobre a arte marcial com considerável utilidade e importância. O atleta adquire, portanto, um desempenho distinto quando em combate, uma vez aplicadas soluções técnicas que demonstrem grande domínio da disciplina. São pois, noções fulcrais ao entendimento deste desporto de combate.

### Khon Muay Thai

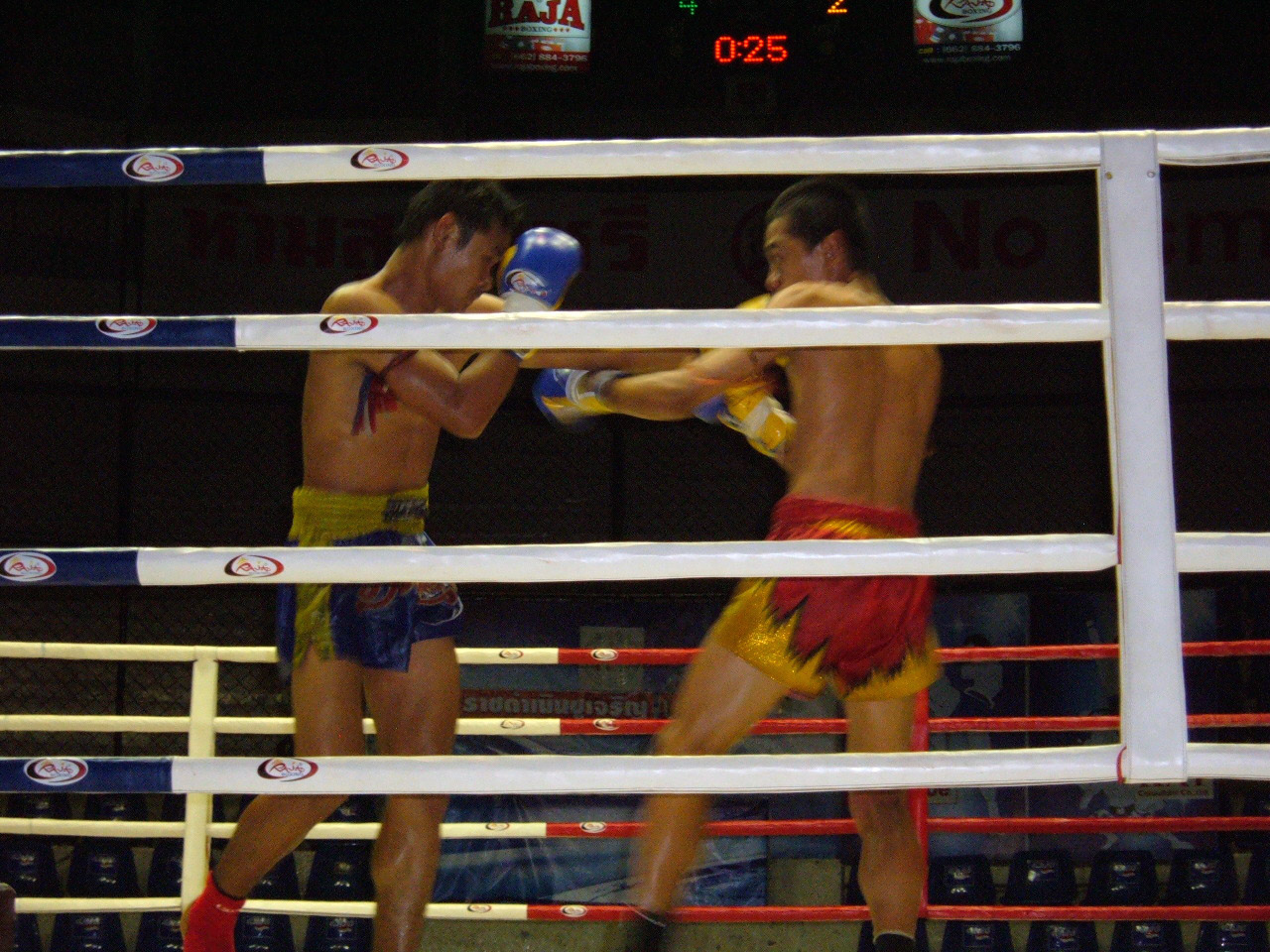
Competição de 2007 no estádio Rajadamnern, em Bangkok, Tailândia.

O ataque e contra-ataque é chamado de Khon Muay tratando-se de estratégias de muay thai. Khon Muay refere-se, pois, à nomenclatura dos movimentos (ataque e contra-ataque utilizando-se de socos, cotoveladas, entre outros) do muay thai. A característica do uso, seguindo os métodos de ataque e defesa, define os estilos de cada escola. Cada local de ensino possui a sua característica particular, sendo que o khon muay é utilizado para distinguir cada estilo. Cada termo abaixo referido designa um conjunto de técnicas de ataque e contra-ataque existentes no muay thai tailandês.

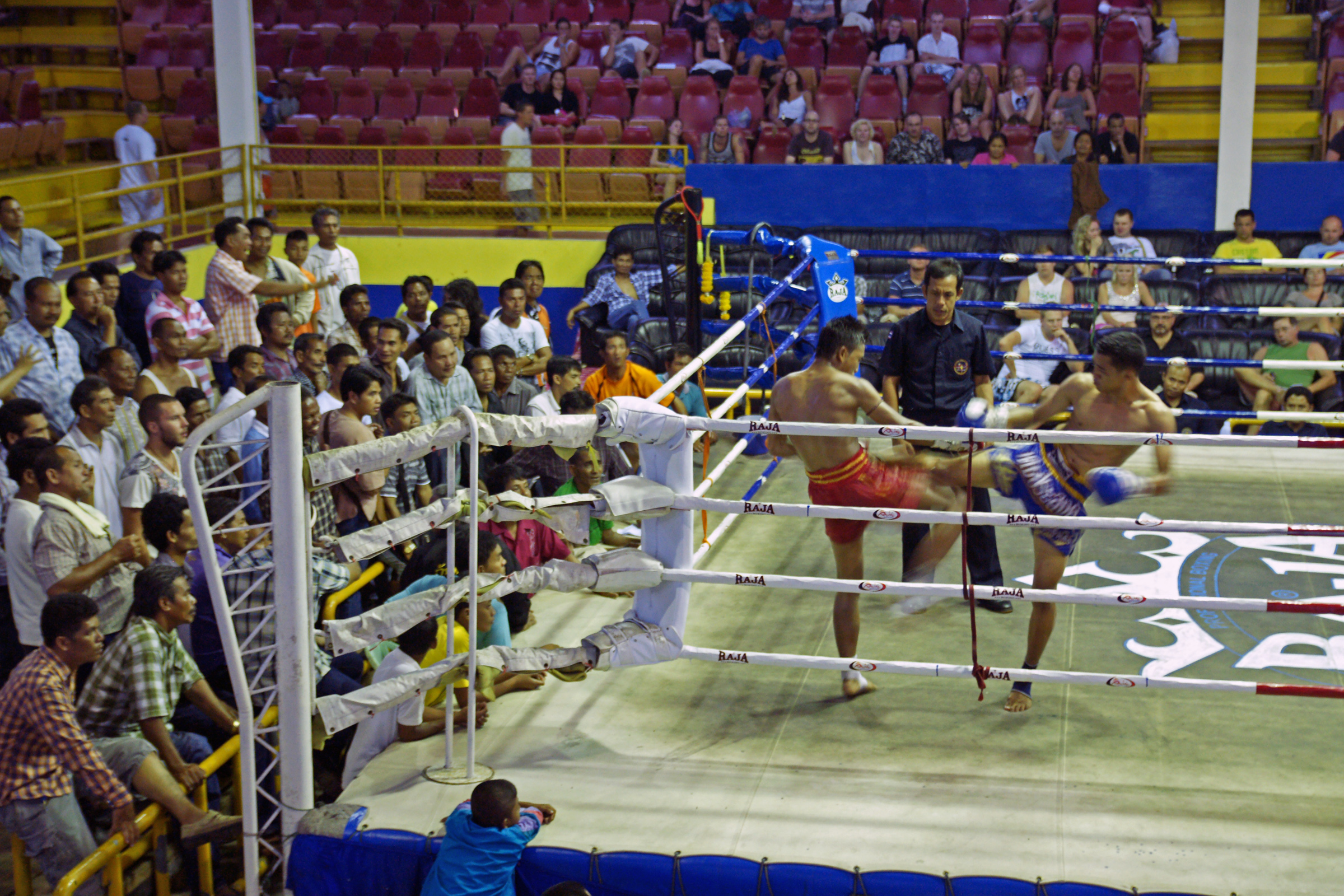
Muay thai no estádio Aonang Krabi, em Ao Nang, Krabi (província), Tailândia.

- Kon Jujom' = ataque
- Kon Kae Mad' = defesa
- Kon Louko' = punhos
- Kae Thao' = pernas
- Kon Kae Khao' = joelhos
- Kon Kae Sok' = cotovelos

### Cherng Muay
Cherng Muay é um método de utilização dos punhos, das pernas, dos joelhos e dos cotovelos enquanto a habilidade de defesa e ataque. Mr. Uthai Sindhusan dividiu o Cherng Muay em quatro métodos (4 Cherng). Os seguintes termos caracterizam técnicas únicas do muay thai tradicional, sendo utilizados no seu país de origem enquanto designações próprias para cada conjunto de técnicas de cotovelos, joelhos, punhos e pernas.
- Cherng Thao 15 Cherng (técnicas de punhos);
- Cherng Sok 24 Cherng (técnicas de cotovelos);
- Cherng Khao 11 Cherng (técnicas de joelhos);
- Cherng Mad 15 Cherng (técnicas de pernas).

## Regras e regulamentos
O muay thai trata-se de um desporto de combate muito feroz e o seu domínio está ao alcance dos melhores praticantes. Isto justifica a existência de regras fundamentais enquanto desporto de alta competição.
Nesta modalidade desportiva as regras podem variar conforme a entidade organizadora, país ou mesmo ginásio. O Comité de Jogo do muay thai é composto por três juízes, um árbitro de ringue e um responsável máximo pela supervisão do confronto. Cada um tem funções específicas na observação do combate, no cumprimento das suas regras e na atribuição da vitória a um lutador.
Num combate de muay thai, a atribuição da vitória está sujeita às regras e aos seguintes regulamentos:[carece de fontes?]
- É declarada vitória quando o oponente sofre um knockout. Esta situação acontece quando um lutador é derrubado e é incapaz de continuar o combate dentro da contagem de dez segundos;
- Quando é atribuído um KO técnico, este pode ser validado nas respetivas condições:
  - Quando um lutador é seriamente ferido ou debilitado;
  - Quando um lutador não consegue continuar depois de um intervalo;
  - Por recomendação do médico, quando o árbitro não tem a certeza que um lutador pode continuar o jogo devido a lesão;
  - Quando um jogador está incapacitado de continuar o combate.
- Quando ambos os jogadores estão seriamente feridos e não podem continuar o combate. Se tiverem sido realizados menos de três rounds, o empate é declarado, caso contrário decide-se o vencedor através do sistema de pontuação;
- Quando um adversário se retira do combate devido a uma lesão;
- Quando alguém não cumpre com as regras da modalidade;
- Se os oponentes não estiverem a combater corretamente ou se estiverem a tentar enganar todas as partes, é declarado pelo árbitro do combate o veredicto de “sem decisão”;
- Quando ocorre um evento externo ao combate que o leva a ser interrompido. Nestas situações, o árbitro do combate declara que o mesmo ficou "sem competição";
- Em igualdade pontual: quando as pontuações de ambos os lutadores são iguais; quando os dois boxeadores recebem uma contagem de dez segundos.[94]

### Categorias de peso
As regras mundiais de muay thai em classes de peso conjunto não se encontram disponíveis, como resultado, o peso do lutador pode estar sujeito a diferentes categorias, dependendo da região. As seguintes tabelas apresentam as categorias de peso de acordo com o regulamente de competição da Federação Portuguesa de Kickboxing e Muay Thai e da  Federação Internacional de Muay Thai, World Boxing Council (WBC Muay Thai). A data de pesagem pode também variar. O atleta pode ser submetido à pesagem tanto um dia anterior ao combate, como horas antes do mesmo tomar início.